# Platja Gran de Tossa de Mar

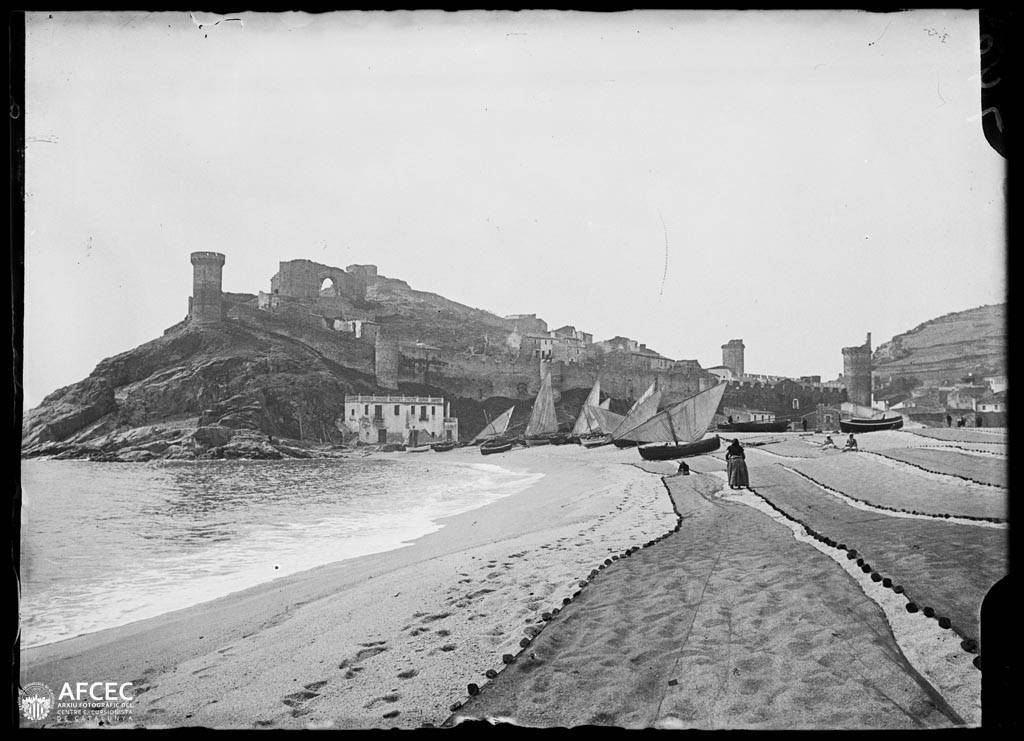
La Platja Gran el 1906

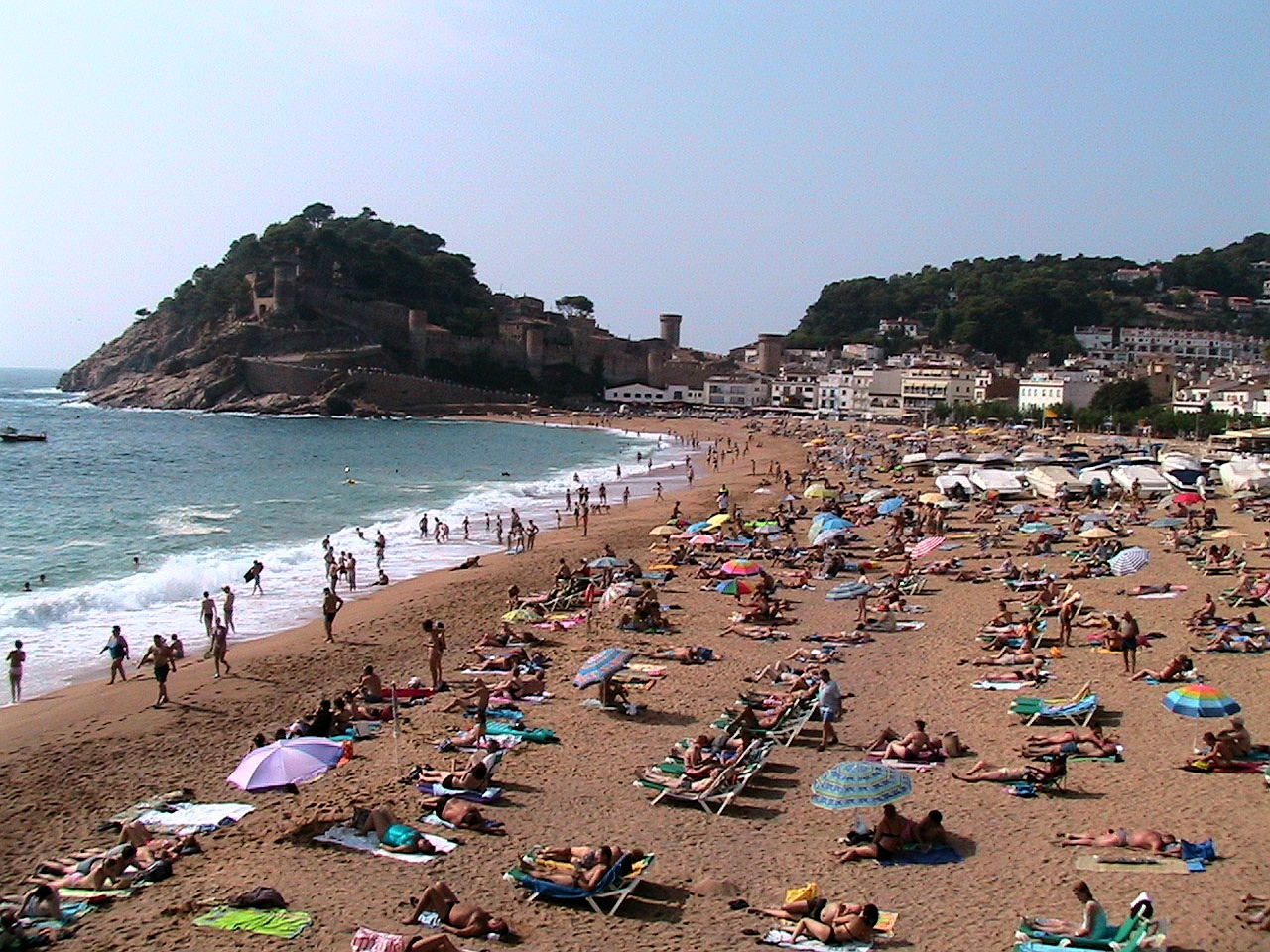
La Platja Gran actualment

La Platja Gran, o sa Platja, és la platja del centre de la vila de Tossa de Mar (Selva), situada a la badia de Tossa. Limita a l'est amb un roquissar que porta a la platja de la Mar Menuda i a l'oest amb el cap de Tossa. Aquest cap i el recinte emmurallat de la vila vella conformen una silueta inconfusible i un dels paisatges més fotografiats de Tossa i de tota la Costa Brava. Rep la desembocadura natural de la riera de Tossa, que arriba al mar al marge sud de la platja, a l'indret conegut com es Racó. Orientada a l'est, té una longitud de 381 m i una amplada mitjana de 74 m, formada per sorra de gra gruixut de color rosat. El pendent d’entrada al mar és força pronunciat i el fons marí és de sorra.
Està rodejada pel passeig marítim, amb nombrosos restaurants, bars i cafeteries. Disposa de tot tipus de serveis: dutxes, sanitaris, aparcament, punt de socorrisme, barques amb fons de vidre, club nàutic, centre de submarinisme i lloguer de gandules, para-sols, patins de pedals, caiacs i embarcacions de vela lleugera. També té rampes d’accés i cadires amfíbies per a persones amb mobilitat reduïda. També hi arriben els creuers turístics que van de Lloret de Mar a Sant Feliu de Guíxols. A la sorra hi ha varades barques de pescadors, a manca de port on amarrar-les.
L'Agència Catalana de l'Aigua efectua un control setmanal de la qualitat de l'aigua, durant la temporada de bany, amb el resultat d'excel·lent. La platja ha estat distingida amb el distintiu de Bandera Blava, que reconeix internacionalment la qualitat de l'aigua i serveis. L'any 2013, la revista National Geographic la va valorar com una de les 25 millors platges del món.
A l'extrem nord de la platja hi ha l'escultura Minerva, de Frederic Marès, que forma part de l'Inventari del Patrimoni Arquitectònic de Catalunya.